# Museo Señor de los Milagros
El Museo Señor de Los Milagros es un museo dedicado a la devoción del Señor de los Milagros, pintado en 1651 por un esclavo angoleño. Su sede se encuentra dentro del complejo del Monasterio de Nazarenas ubicado en el jirón Huancavelica del centro histórico de la ciudad de Lima. Fue inaugurado el 17 de octubre de 2014.
El museo cuenta con tres niveles, y seis salas de exposición de objetos religiosos que fueron usados por la Comunidad de Madres Nazarenas a principios del siglo XVIII, así como también las alhajas, placas de las diversas cuadrillas y grupos de la Hermandad, condecoraciones, reconocimientos del Estado Peruano y de Instituciones gubernamentales, y de sector privado y público que fueron cedidos e impuestos a la venerada efigie del Señor de los Milagros de Nazarenas. Aparte de las obras de arte entre pinturas, esculturas, trabajos en diferentes metales que fueron adquiriendo en todo este tiempo.